# Dušan Nedeljković
Dušan Nedeljković (né le 18 mai 1899 à Isakovo dans le royaume de Serbie et décédé le 29 juin 1984 à Belgrade en SFR Yougoslavie) est un philosophe et sociologue yougoslave. Il était l'un des principaux partisans du matérialisme dialectique et a réinterprété de nombreux penseurs modernes d'une manière marxiste vulgaire.

## Biographie
Dušan Nedeljković a obtenu son doctorat en 1922 avec la thèse La philosophie naturelle et relativiste de Boscovich à la Faculté des lettres de Paris. Il rencontre son épouse Adrienne Maurion, pendant ses études en France. Il enseigne ensuite la philosophie à Skopje de 1922 à 1941. Avec Branislav Petronijević, il participe en 1934 au VIIIe Congrès international des philosophes à Prague. En 1939, il participe à la création de la Société ethnologique à Skopje. Il devient membre du CPJ, qui l'expulse cependant fin 1939 en raison d'écarts par rapport à la ligne du parti stalinien sur la question de la nationalité macédonienne. Le 12 janvier 1940, il est emprisonné pour raisons politiques dans le camp de concentration de Bileća.
Après la conquête germano-italienne de la Yougoslavie en 1941, il rejoint le parti communiste et s'implique dans la guerre de libération nationale de la Yougoslavie. En république d'Užice entre-temps libérée, il publie l'éphémère journal de résistance Vesti en octobre 1941 et fait alors partie de l'équipe éditoriale de Borba, édité par Edvard Kardelj et Milovan Djilas, qui ne peut d'ailleurs paraître que peu de temps.
Nedeljković est nommé président de la Commission d'État pour l'enquête sur les crimes de guerre des occupants et de leurs assistants (DKZ), établie le 30 novembre 1943 par le Conseil antifasciste de libération nationale de Yougoslavie (AVNOJ). Le siège de la commission, à Vis, fut transféré à Belgrade après la libération. Nedeljković a travaillé pour les services secrets résistants OZNA. La commission qu'il présidait a été dissoute en septembre 1947 une fois ses travaux terminés. Nedeljković fut membre du comité du gouvernement yougoslave pour la préservation des preuves contre les accusés des procès de Nuremberg. À partir du 17 décembre 1945, au cours des négociations du procès de Nuremberg contre les principaux criminels de guerre, deux de ses dossiers sont cités en public.
Nedeljković est nommé professeur titulaire à l'Université de Belgrade une fois celle-ci rouverte et a été doyen de la Faculté de philosophie de 1946 à 1949. En 1946, il est élu membre de l'Académie serbe des sciences et des arts. Il perd son poste à l'Université de Belgrade au cours du nettoyage politique qui licencie tous les professeurs d'université de la période d'avant-guerre. Il enseigne alors à nouveau à la faculté de philosophie de l'université de Skopje.
Nedeljković s'est tourné vers la philosophie marxiste du matérialisme dialectique et a écrit plus de dix livres dans le domaine. Il avait la réputation d'un « philosophe marxiste » et d'un « communiste sans compromis ». Au début de 1952, il donna quatre conférences intitulées « Fronts philosophiques dans le monde » dans lesquelles il critiquait non seulement le stalinisme, mais aussi certaines des théories d'Engels et de Lénine. Il est entré dans la critique du parti et a été admis de force à la retraite de manière précoce.
Nedeljković a continué à rechercher et à publier avec diligence. À l'Académie des sciences, il a été secrétaire de l'Institut des sciences sociales de 1958 à 1960 et de 1971 à 1977. En 1974, il a été élu membre étranger de l'Académie macédonienne des sciences et des arts.